# Lipiny (rejon łucki)
Lipiny (ukr. Липини) – wieś położona na Ukrainie, w rejonie łuckim, w obwodzie wołyńskim, liczy 3019 mieszkańców.